# بالتيمور باليتس
بالتيمور باليتس هو نادي بالتيمور من ماريلاند، الولايات المتحدة الأمريكية تأسس عام 1947 حقق بطولة الرابطة الوطنية لكرة السلة مره واحده بمسماها القديم (BAA) عام 1948.
أغلق النادي عام 1954 عام 1961 أنشى نادي بدلا عنه وهو بالتيمور باليتس الذي تغير اسمه فيما بعد إلى واشنطن ويزاردز